# Explicitní paměť
Explicitní (deklarativní) paměť je typem dlouhodobé paměti, při které dochází k vědomému ukládání a následnému vybavování vzpomínek. Dělí se na dvě části: sémantickou a epizodickou. Sémantická paměť je zaměřena na uchovávání pojmů, fakt, dat a termínů. Oproti epizodické paměti, která se soustředí na zachycení událostí v časovém, místním a subjektovém určení (tzv. co, kde, kdy).
Někdy se v souvislosti s epizodickou pamětí uvažuje ještě o paměti autobiografické, která se týká výlučně subjektu, který zažívá onu událost, nebo ji aktivně znovuprožívá ve své vzpomínce. Hranice mezi oběma typy paměti, episodické a autobiografické, nejsou přesně vymezeny.

## Neurobiologie
V mozku je explicitní paměť umístěna ve spánkových lalocích. (přesněji v hippokampu, amygdale a neokortexu)